# Gornje Točane
Gornje Točane (en serbe cyrillique : Горњe Точане) est un village de Serbie situé dans la municipalité de Kuršumlija, district de Toplica. Au recensement de 2011, il comptait 13 habitants.

## Démographie
| 1948 | 1953 | 1961 | 1971 | 1981 | 1991 | 2002 | 2011 |
| ---- | ---- | ---- | ---- | ---- | ---- | ---- | ---- |
| 157  | 139  | 110  | 57   | 36   | 30   | 18   | 13   |

|  |